# 星風泡
星風泡（Stellar-wind bubble）是天文學的一個名詞，通常用來描述單獨一顆光譜為O或B的大質量恆星，將每秒數千公里的高速恆星風吹入星際介質，造成的直徑超過一光年充滿了熱氣體的空間。較微弱的恆星風雖然也可以吹出泡狀的結構，但它們被稱為天體球（astrospheres）。由太陽風吹出的太陽圈，太陽系內主要的行星都沉浸在其中，就是一個小星風泡的例子。 
星風泡有兩個激震波的結構。自由膨脹的恆星風衝擊內側的終端激震波，將能量轉為熱能，產生了106 K和發射出X射線的電漿。高熱、高壓的衝激波膨脹，驅使衝激波進入環繞在四周的星際氣體。如果周圍的星際氣體有足夠的密度（數值的密度{\displaystyle n>0.1{\mbox{ cm}}^{-3}} 或更高），被清除的氣體因輻射致冷的速度比熱的內部快，形成一層薄而相對來說密度較高的殼層，包圍著熱氣體的衝激風。